# Grigorij Klimow
Grigorij Piotrowicz Klimow, ros. Григорий Петрович Климов (ur. 26 września 1918 r. w Nowoczerkasku, zm. 10 grudnia 2007 r. w Nowym Jorku) – radziecki wojskowy (podporucznik), emigracyjny działacz antykomunistyczny, publicysta i pisarz.
Urodził się pod nazwiskiem Igor Borysowicz Kałmykow. W 1941 r. ukończył studia w Nowoczerkaskim Instytucie Przemysłowym, zaś w 1945 r. Wojskowy Instytut Języków Obcych w Moskwie. Skierowano go w stopniu podporucznika do służby wojskowej w sowieckim sektorze Berlina jako tłumacz języka niemieckiego. W 1947 r., kiedy otrzymał wiadomość o planowanym powrocie do ZSRR, zdezerterował do zachodnich Niemiec. Tam żył pod fałszywym nazwiskiem Ralf Werner. Pisał artykuły do pisma "Посев". W 1949 r. zatrudniono go przy realizacji amerykańskiego projektu pod nazwą Harvard Project on the Soviet Social System pod egidą US Army i CIA, polegającego na badaniu polityczno-socjologicznym społeczeństwa sowieckiego. Prowadził wywiady z uciekinierami z ZSRR. W latach 1951–1955 stał na czele Centralnej Unii Powojennych Emigrantów z ZSRR. Jednocześnie pełnił funkcję redaktora naczelnego pism "Свобода" i "Der Antikommunist". W 1953 r. w czasopiśmie Reader’s Digest ukazała się w odcinkach jego powieść pt. "Машина Террора" (wydana potem pod tytułem "Берлинский Кремль" w 3 językach). Została ona tym samym roku zekranizowana przez zachodnioniemiecką kinematografię pt. "Weg ohne Umkehr". Napisał ją pod pseudonimem literackim Grigorij Piotrowicz Klimow. Tak samo podpisywał swoje kolejne książki ("Князь мира сего" (1970), "Дело 69" (1973), "Имя моё Легион" (1975), "Протоколы советских мудрецов" (1981), "Красная Каббала" (1987), "Божий народ" (1989), "Откровение", "Ключи познания" i "Семейный альбом" (2002), "Гитлер был евреем?"). Stały się one bardzo popularne w Rosji po 1991 r. Grigorij P. Klimow niejako stał się pionierem opisywania "pikantnych szczegółów" z życia historycznych osobistości. Reprezentował też antysemickie poglądy. Jego książki znalazły się z tego względu w Rosji w Federalnym Spisie Materiałów Ekstremistycznych.